# Trần Nhượng
Trần Nhượng (sinh ngày 6 tháng 2 năm 1952 tại Hải Dương) là một nam diễn viên, đạo diễn kịch nói và truyền hình, Đại tá Công an nhân dân Việt Nam. Ông được khán giả biết đến qua các bộ phim Vệt sáng ngược, Ai giận ai thương, Đêm hội Long Trì, Khát chữ, Chủ tịch tỉnh, Khi đàn chim trở về, Cảnh sát hình sự. Ông từng công tác tại Đoàn ca múa nhạc Hải Hưng và Đoàn kịch Công an Nhân dân. Ông được Nhà nước phong tặng danh hiệu Nghệ sĩ Nhân dân vào năm 2015.

## Tiểu sử
Trần Nhượng tên đầy đủ là Trần Văn Nhượng, sinh năm 1952 tại phường Duy Tân, thị xã Kinh Môn, tỉnh Hải Dương. Học xong cấp 3 ông đăng ký thi vào khoa Toán trường Đại học Tổng hợp Hà Nội nhưng không đỗ. Lúc ấy Đoàn ca múa kịch Hải Hưng tuyển diễn viên, ông đã đi ứng tuyển. Sau đó, ông chuyển công tác từ Hải Dương lên Hà Nội và hoạt động trong Đoàn kịch Công an nhân dân.

## Sự nghiệp
Về đoàn Ca múa nhạc Hải Hưng với vai trò ca sĩ, sau đó Trần Nhượng chuyển sang làm diễn viên và những vai diễn đầu tiên như vai sĩ quan Ngụy trong vở kịch ngắn “Bác sĩ Huỳnh” (1973), tiếp theo là vai chính Phú trong vở “Chị Nhàn” (1974),... Trần Nhượng cũng bén duyên với điện ảnh bằng vai chính Trần Văn Bang trong phim Vệt sáng ngược của điện ảnh Công an Nhân dân (1980), vai Bích trong Ai giận ai thương (1981). Sau đó là một loạt vai phụ trong các phim Đêm hội Long Trì, Những ngôi sao nhỏ, Tình yêu bên bờ vực thẳm,... Ông trưởng thành từ Đoàn ca múa kịch Hải Hưng và từng có nhiều vai diễn "đóng đinh" trong lòng khán giả từ những năm 80 của thế kỷ trước.
Giải thưởng đầu tiên Trần Nhượng nhận được ở sự nghiệp sân khấu là Huy chương Bạc Liên hoan Sân khấu Toàn quốc với vai Robert trong vở “Nữ ký giả” (1985). Tiếp đến là Giải A cho vai Ông già Câm trong vở “Người với người” (năm 1991), Giải A cho tác giả vở “Thằng Mẫn tóc nâu” (1996), Huy chương vàng ở vai trò đạo diễn và vai Thiếu tướng Bảy Thắng vở “Vòng xoáy” (2005), Giải đạo diễn tìm tòi và sáng tạo trong vở “Những quân bài định mệnh” (2008), Huy chương Vàng vai chủ tịch tỉnh trong vở “Biển và bờ” (2012), Huy chương Bạc cho vai trò Đạo diễn và diễn viên trong vở “Đám cưới trong đêm mưa” (1996), vở “Dưới ánh đèn” (năm 2018),... cùng nhiều phần thưởng cao quý khác như Huân chương Bảo vệ Tổ quốc hạng Ba, Huy chương Vì an ninh Tổ quốc, Huy chương vì sự nghiệp sân khấu,... và nhiều bằng khen, giấy khen của Bộ Công an, Bộ Văn hóa và các ban ngành.. Ông được nhà nước phong tặng danh hiệu Nghệ sĩ ưu tú năm 2001 và Nghệ sĩ nhân dân năm 2015.
Năm 2018, ông nghỉ hưu và thành lập Câu lạc bộ Sân khấu Thử nghiệm (trực thuộc Hội Nghệ sĩ Sân khấu Việt Nam).

## Đời tư
Năm 1973, theo ước muốn của cha mẹ, Trần Nhượng kết hôn với Hoàng Yến nhưng vào năm 1999 hai người ly hôn sau 22 năm sinh sống. Sau cuộc chia tay này, ông có 10 năm sống độc thân, thậm chí không còn có ý định sẽ kết hôn. Nhưng qua sự “mai mối” của Hoàng Yến, năm 2009, ông kết hôn với Bích Vân - một doanh nhân (kém ông 23 tuổi) nhưng vào năm 2019, hai người chia tay. Hiện ông đã có 2 người con, trong đó con trai cả là đạo diễn Trần Bình Trọng (sinh năm 1973), cô con gái út là Trần Hoàng Anh Phương (sinh năm 1996), đã tham gia bộ phim Anh có phải đàn ông không được phát sóng trên kênh VTV3, lọt vào Top 10 cuộc thi Hoa hậu Du lịch Việt Nam toàn cầu 2021 và Top 53 Hoa hậu Hòa bình Việt Nam 2022 nhưng đã rút lui vì lý do cá nhân.

## Tác phẩm

### Với vai trò diễn viên

#### Truyền hình
| Năm  | Tựa phim                          | Vai diễn             | Đạo diễn                                             | Kênh | Nguồn                |
| ---- | --------------------------------- | -------------------- | ---------------------------------------------------- | ---- | -------------------- |
| 1996 | Nàng Kiều trúng số                |                      | Lê Đức Tiến                                          | H1   |                      |
| 1996 | Đông ki ra thành phố              |                      | Lê Đức Tiến                                          | VTV3 |                      |
| 1996 | Sống mãi với thủ đô               | Phái viên trung ương | Lê Đức Tiến - Nguyễn Thế Vĩnh                        | H1   |                      |
| 1997 | Một con đường hai người bạn       | Chẩu                 | Lê Cường Việt - Phạm Quang Long                      | VTV  |                      |
| 1997 | Những ngã đường tình yêu          |                      | Nguyễn Hữu Phần - Hoàng Thanh Du                     | VTV3 |                      |
| 1997 | Thiên đường ở trên cao            | Bố đẻ Trinh          | Bùi Cường                                            | VTV3 |                      |
| 1997 | Giọt nước mắt giữa hai thế kỷ     | Hoàng                | Trần Phương - Nguyễn Thế Vĩnh                        | H1   |                      |
| 1997 | Xin hãy tin em                    | Ông chủ nhà          | Đỗ Thanh Hải                                         | VTV3 | [ 18 ] [ 19 ] [ 20 ] |
| 1998 | Những mảnh đời ngang trái         | Thế                  | Vũ Châu                                              | H1   |                      |
| 1998 | Cầu vồng đi đón cơn mưa           | Hoán                 | Vũ Trường Khoa                                       | VTV1 |                      |
| 1998 | Người nối dõi                     | Giáo sư              | Đỗ Thanh Hải                                         | VTV3 |                      |
| 1998 | Liệu pháp tình yêu                | Bố Lệ                | Xuân Sơn                                             | VTV3 |                      |
| 1999 | Ngã ba thời gian                  | Điểm                 | Trần Phương                                          | H1   |                      |
| 1999 | Cảnh sát hình sự: Kẻ giả danh     | Ông Thân             | Nguyễn Khải Hưng                                     | VTV3 |                      |
| 2000 | Khát chữ                          |                      | Đào Quang Thép                                       | VTV1 |                      |
| 2001 | Hoa cỏ may                        | Bố Thủy              | Lưu Trọng Ninh                                       | VTV3 | [ 21 ]               |
| 2001 | Mùa lá rụng                       | Bố Ngàn              | Trần Quốc Trọng                                      | VTV3 |                      |
| 2001 | Hương cam                         | Ông Chiến            |                                                      | VTV3 |                      |
| 2001 | Ngày hè sôi động                  |                      | Trọng Trinh                                          | VTV3 |                      |
| 2001 | Hồi sinh                          | Giám đốc Liêm        | Bùi Huy Thuần                                        | VTV1 |                      |
| 2002 | Bến cuộc đời                      |                      | Cao Khương                                           | H1   |                      |
| 2003 | Hạnh phúc đợi chờ                 |                      | Nguyễn Anh Dũng                                      | H1   |                      |
| 2004 | Trận cầu đinh                     |                      | Đỗ Chí Hướng                                         | VTV3 |                      |
| 2004 | Thế giới không đàn bà             | Thứ trưởng           | Vũ Minh Trí                                          | VTV3 |                      |
| 2006 | Chuyên án chưa kết thúc           | Thông                | Bùi Huy Thuần                                        | VTV1 |                      |
| 2007 | Làng ven đô                       | Nam                  | Đỗ Chí Hướng                                         | VTV3 |                      |
| 2007 | Cổng trường thời mở cửa           | Tổng Biên Tập        | Triệu Tuấn                                           | VTV1 |                      |
| 2008 | Cho em một ngày vui               | Bê                   | Bùi Huy Thuần                                        | VTV3 |                      |
| 2008 | Gió từ phố hiến                   |                      | Vũ Minh Trí                                          | VTV1 |                      |
| 2008 | Những cánh hoa bay                | Ông Minh             | Bùi Huy Thuần                                        | VTV3 |                      |
| 2009 | Ngõ lỗ thủng                      | Ông Lê Tiến Sĩ       | Trần Quốc Trọng                                      | VTV3 |                      |
| 2009 | Tin vào điều không thể            | Hào                  | Vũ Hồng Sơn - Đỗ Chí Hướng                           | VTV3 |                      |
| 2011 | Ngôi biệt thự màu tro lạnh        | Ông Trường           | Bùi Huy Thuần - Bùi Quốc Việt                        | VTV1 | [ 22 ] [ 23 ] [ 24 ] |
| 2011 | Huyền sử thiên đô                 | Lê Thoán             | Đặng Tất Bình - Phạm Thanh Phong                     | VTV3 |                      |
| 2011 | Chủ tịch tỉnh                     | Viện                 | Bùi Huy Thuần - Bùi Quốc Việt                        | VTV1 | [ 25 ] [ 26 ] [ 27 ] |
| 2011 | Khúc ca cho tình nhân             | Ông Lốp              | Bùi Quốc Việt                                        | VTV3 |                      |
| 2012 | Chân trời trắng                   | Ông Hệ               | Phạm Gia Phương - Nguyễn Đức Hiếu                    | VTV3 |                      |
| 2013 | Khi người đàn ông góa vợ bật khóc | Ông Phúc             | Vũ Trường Khoa                                       | VTV6 |                      |
| 2015 | Khi đàn chim trở về (phần 3)      | Ông Tạo              | Nguyễn Danh Dũng                                     | VTV1 |                      |
| 2016 | Giọt nước mắt muộn màng           | Ông Trọng            | Nguyễn Danh Dũng                                     | VTV3 |                      |
| 2016 | Điều bí mật                       | Ông Vũ (bố Thủy)     | Mai Hồng Phong                                       | VTV3 | [ 28 ] [ 29 ] [ 30 ] |
| 2016 | Ngự lâm không kiếm                | Ông Khang            | Trần Chí Thành                                       | VTV1 |                      |
| 2017 | Hoa cỏ may (phần 3)               | Bố Thủy              | Lưu Trọng Ninh                                       | VTV1 | [ 31 ] [ 32 ] [ 33 ] |
| 2017 | Người phán xử                     | Kính "Trắng"         | Nguyễn Mai Hiền - Nguyễn Khải Anh - Nguyễn Danh Dũng | VTV3 |                      |
| 2017 | Cung đường trắng                  | Trần Tam             | Đỗ Phú Hải - Đặng Minh Quang                         | VTV3 |                      |
| 2018 | Những cô gái trong thành phố      | Ông Khanh            | Vũ Trường Khoa                                       | VTV3 | [ 34 ] [ 35 ] [ 36 ] |
| 2019 | Người giữ lửa                     | Ông Phục             | Bùi Huy Thuần                                        | VTV8 |                      |
| 2019 | Mê cung                           | Lê Vương             | Nguyễn Khải Anh - Trần Trọng Khôi                    | VTV3 |                      |
| 2019 | Về nhà đi con                     | Sếp của Thư          | Nguyễn Danh Dũng                                     | VTV1 |                      |
| 2019 | Sinh tử                           | Yên                  | Nguyễn Khải Hưng - Nguyễn Mai Hiền                   | VTV1 |                      |
| 2020 | Lựa chọn số phận                  | Ông Hinh             | Mai Hồng Phong - Bùi Quốc Việt                       | VTV1 |                      |
| 2020 | Hướng dương ngược nắng            | Bố Hoàng             | Vũ Trường Khoa                                       | VTV3 | [ 37 ]               |
| 2022 | Bão ngầm                          | Nguyễn Văn Hoạch     | Đinh Thái Thụy                                       | VTV1 | [ 38 ] [ 39 ]        |
| 2022 | Đấu trí                           | Trần Hoàng           | NSƯT Nguyễn Danh Dũng, Bùi Quốc Việt                 | VTV1 |                      |

Điện ảnh
| Năm  | Tựa phim                 | Vai diễn      | Đạo diễn         | Nguồn  |
| ---- | ------------------------ | ------------- | ---------------- | ------ |
| 1980 | Vệt sáng ngược           | Trần Văn Bang | NSND Trần Phương | [ 40 ] |
| 1982 | Ai giận ai thương        | Bích          | NSND Bạch Diệp   |        |
| 1989 | Đêm hội Long Trì         | Đào Văn Kiên  | NSND Hải Ninh    | [ 41 ] |
| 1992 | Tình yêu bên bờ vực thẳm | Hà Tựu Nghĩa  | NSND Hải Ninh    | [ 5 ]  |

### Với vai trò đạo diễn
| Năm  | Tác phẩm                 | Nguồn  |
| ---- | ------------------------ | ------ |
| 2008 | Những quân bài định mệnh |        |
| 2018 | Dưới ánh đèn             | [ 42 ] |